# Geuda Springs
Geuda Springs és una població dels Estats Units a l'estat de Kansas. Segons el cens del 2000 tenia 212 habitants.

## Demografia
Segons el cens del 2000, Geuda Springs tenia 212 habitants, 85 habitatges, i 58 famílies. La densitat de població era de 181,9 habitants/km².
Dels 85 habitatges en un 22,4% hi vivien nens de menys de 18 anys, en un 58,8% hi vivien parelles casades, en un 9,4% dones solteres, i en un 30,6% no eren unitats familiars. En el 28,2% dels habitatges hi vivien persones soles l'11,8% de les quals corresponia a persones de 65 anys o més que vivien soles. El nombre mitjà de persones vivint en cada habitatge era de 2,49 i el nombre mitjà de persones que vivien en cada família era de 3,03.
Per edats la població es repartia de la següent manera: un 21,7% tenia menys de 18 anys, un 12,7% entre 18 i 24, un 23,1% entre 25 i 44, un 27,4% de 45 a 60 i un 15,1% 65 anys o més.
L'edat mediana era de 41 anys. Per cada 100 dones de 18 o més anys hi havia 90,8 homes.
La renda mediana per habitatge era de 38.250 $ i la renda mediana per família de 41.250 $. Els homes tenien una renda mediana de 28.750 $ mentre que les dones 17.639 $. La renda per capita de la població era de 12.787 $. Entorn del 14,7% de les famílies i el 16% de la població estaven per davall del llindar de pobresa.

## Poblacions més properes
El següent diagrama mostra les poblacions més properes.